# Spermacoce tenuissima
Spermacoce tenuissima är en måreväxtart som beskrevs av William Philip Hiern. Spermacoce tenuissima ingår i släktet Spermacoce och familjen måreväxter. Inga underarter finns listade i Catalogue of Life.